# Palpada bequaerti
Palpada bequaerti là một loài ruồi trong họ Ruồi giả ong (Syrphidae). Loài này được Hull mô tả khoa học đầu tiên năm 1942. Palpada bequaerti phân bố ở vùng Tân Nhiệt đới